# Wereldkampioenschappen schansspringen 2015
De wereldkampioenschappen schansspringen 2015 werden van 19 tot en met 28 februari 2015 gehouden in Falun.

## Wedstrijdschema
| Datum       | Tijd          | Mannen                | Vrouwen               |
| ----------- | ------------- | --------------------- | --------------------- |
| 19 februari | 17:00         |                       | HS100 kwalificatie    |
| 20 februari | 19:00 / 17:00 | HS100 kwalificatie    | HS100 individueel     |
| 21 februari | 16:30         | HS100 individueel     |                       |
| 22 februari | 17:00         | HS100 landenwedstrijd | HS100 landenwedstrijd |
| 25 februari | 17:00         | HS134 kwalificatie    |                       |
| 26 februari | 17:00         | HS134 individueel     |                       |
| 28 februari | 17:00         | HS134 landenwedstrijd |                       |

De letters NH en LH staan respectievelijk voor Normal Hill (normale schans) en Large Hill (grote schans). De letters HS staan voor Hillsize waarbij HS100 en HS134 staat voor de afstand in meters van punt van afsprong (de schans) tot het 32-gradenpunt op de landingshelling. Dit punt ligt op elke schans weer anders.

## Uitslagen

### Mannen

#### Individueel
| HS100  | HS100           | HS100 | HS100           | HS100  |
| #      | Naam            | Land  | Sprongen        | Punten |
| ------ | --------------- | ----- | --------------- | ------ |
| Goud   | Rune Velta      | NOR   | 95,5 m – 95,5 m | 252,7  |
| Zilver | Severin Freund  | GER   | 95,5 m – 96,0 m | 252,3  |
| Brons  | Stefan Kraft    | AUT   | 95,0 m – 95,0 m | 248,3  |
| 4      | Roman Koudelka  | CZE   | 93,5 m – 93,5 m | 242,7  |
| 5      | Taku Takeuchi   | JPN   | 93,0 m – 93,0 m | 241,6  |
| 6      | Anders Bardal   | NOR   | 93,0 m – 91,5 m | 238,2  |
| 7      | Richard Freitag | GER   | 91,5 m – 90,5 m | 233,7  |
| 8      | Jan Ziobro      | POL   | 91,5 m – 91,5 m | 228,6  |
| 9      | Anders Fannemel | NOR   | 92,0 m – 89,0 m | 227,6  |
| 10     | Marinus Kraus   | GER   | 90,5 m – 91,0 m | 227,1  |

| HS134  | HS134                 | HS134 | HS134             | HS134  |
| #      | Naam                  | Land  | Sprongen          | Punten |
| ------ | --------------------- | ----- | ----------------- | ------ |
| Goud   | Severin Freund        | GER   | 134,0 m – 135,5 m | 268,7  |
| Zilver | Gregor Schlierenzauer | AUT   | 128,0 m – 130,0 m | 246,4  |
| Brons  | Rune Velta            | NOR   | 126,5 m – 128,5 m | 242,9  |
| 4      | Peter Prevc           | SLO   | 134,0 m – 125,5 m | 241,8  |
| 5      | Stefan Kraft          | AUT   | 125,0 m – 125,5 m | 237,7  |
| 6      | Anders Bardal         | NOR   | 131,5 m – 122,0 m | 236,5  |
| 7      | Anders Fannemel       | NOR   | 129,0 m – 127,0 m | 233,9  |
| 8      | Roman Koudelka        | CZE   | 123,5 m – 124,5 m | 233,6  |
| 9      | Piotr Żyła            | POL   | 123,0 m – 121,5 m | 229,8  |
| 10     | Markus Eisenbichler   | GER   | 122,5 m – 127,5 m | 227,9  |

#### Team
| HS134  | HS134                                                                | HS134 | HS134                                                                   | HS134  |
| #      | Naam                                                                 | Land  | Sprongen                                                                | Punten |
| ------ | -------------------------------------------------------------------- | ----- | ----------------------------------------------------------------------- | ------ |
| Goud   | Anders Bardal Anders Jacobsen Anders Fannemel Rune Velta             | NOR   | 125,0 m – 125,5 m 125,0 m – 123,0 m 126,5 m – 127,5 m 124,0 m – 121,0 m | 872,6  |
| Zilver | Stefan Kraft Michael Hayböck Manuel Poppinger Gregor Schlierenzauer  | AUT   | 131,5 m – 126,5 m 124,5 m – 122,0 m 115,5 m – 129,5 m 119,0 m – 129,0 m | 853,2  |
| Brons  | Piotr Żyła Klemens Murańka Jan Ziobro Kamil Stoch                    | POL   | 123,0 m – 123,0 m 120,5 m – 128,0 m 116,0 m – 125,5 m 129,5 m – 126,0 m | 848,1  |
| 4      | Junshirō Kobayashi Daiki Ito Taku Takeuchi Noriaki Kasai             | JPN   | 122,0 m – 121,0 m 120,5 m – 122,5 m 126,0 m – 128,0 m 127,0 m – 122,0 m | 831,2  |
| 5      | Michael Neumayer Markus Eisenbichler Richard Freitag Severin Freund  | GER   | 118,0 m – 119,0 m 120,5 m – 119,5 m 121,5 m – 125,5 m 123,5 m – 143,0 m | 809,2  |
| 6      | Jurij Tepeš Nejc Dežman Jernej Damjan Peter Prevc                    | SLO   | 126,0 m – 116,0 m 117,0 m – 121,5 m 120,0 m – 120,0 m 117,5 m – 133,0 m | 797,5  |
| 7      | Denis Kornilov Ilmir Hazetdinov Dmitri Vasiljev Mikhail Maksimochkin | RUS   | 114,0 m – 114,0 m 124,5 m – 104,5 m 115,0 m – 126,5 m 121,5 m – 110,0 m | 703,5  |
| 8      | Jakub Janda Lukáš Hlava Jan Matura Roman Koudelka                    | CZE   | 114,0 m – 113,5 m 104,5 m – 113,5 m 122,5 m – 122,0 m 116,0 m – 120,5 m | 692,0  |

### Vrouwen
| HS100  | HS100                      | HS100 | HS100           | HS100  |
| #      | Naam                       | Land  | Sprongen        | Punten |
| ------ | -------------------------- | ----- | --------------- | ------ |
| Goud   | Carina Vogt                | GER   | 91,5 m – 92,0 m | 236,9  |
| Zilver | Yuki Ito                   | JPN   | 89,0 m – 93,0 m | 235,1  |
| Brons  | Daniela Iraschko-Stolz     | AUT   | 92,5 m – 89,0 m | 233,8  |
| 4      | Sara Takanashi             | JPN   | 90,0 m – 93,0 m | 228,3  |
| 5      | Taylor Henrich             | CAN   | 90,5 m – 91,0 m | 227,9  |
| 6      | Sarah Hendrickson          | USA   | 87,0 m – 91,0 m | 226,4  |
| 7      | Jacqueline Seifriedsberger | AUT   | 89,0 m – 90,5 m | 225,6  |
| 8      | Eva Pinkelnig              | AUT   | 89,0 m – 89,5 m | 223,8  |
| 9      | Jessica Jerome             | USA   | 86,5 m – 90,5 m | 219,4  |
| 10     | Spela Rogelj               | SLO   | 87,0 m – 88,5 m | 217,9  |

### Gemengd team
| HS100  | HS100                                                                          | HS100 | HS100                                                           | HS100  |
| #      | Naam                                                                           | Land  | Sprongen                                                        | Punten |
| ------ | ------------------------------------------------------------------------------ | ----- | --------------------------------------------------------------- | ------ |
| Goud   | Carina Vogt Richard Freitag Katharina Althaus Severin Freund                   | GER   | 93,5 m – 92,0 m 91,0 m – 92,5 m 97,0 m – 96,0 m                 | 917,9  |
| Zilver | Line Jahr Anders Bardal Maren Lundby Rune Velta                                | NOR   | 93,5 m – 90,5 m 92,5 m – 89,5 m 95,0 m – 91,5 m 95,0 m – 95,5 m | 915,6  |
| Brons  | Sara Takanashi Noriaki Kasai Yuki Ito Taku Takeuchi                            | JPN   | 96,5 m – 93,0 m 90,0 m – 88,5 m 88,5 m – 90,5 m 95,0 m – 93,5 m | 888,3  |
| 4      | Daniela Iraschko-Stolz Michael Hayböck Jacqueline Seifriedsberger Stefan Kraft | AUT   | 95,5 m – 92,5 m 83,0 m – 87,5 m 96,5 m – 90,0 m 91,0 m – 95,0 m | 869,5  |
| 5      | Maja Vtič Nejc Dežman Špela Rogelj Peter Prevc                                 | SLO   | 88,5 m – 85,5 m 90,0 m – 86,5 m 90,5 m – 92,5 m 95,5 m – 94,5 m | 868,4  |
| 6      | Irina Avvakoemova Ilmir Hazetdinov Sofia Tichonova Michail Maksimotsjkin       | RUS   | 88,0 m – 91,5 m 83,5 m – 85,0 m 87,0 m – 89,0 m 83,5 m – 86,5 m | 791,8  |
| 7      | Nita Englund Nicholas Alexander Sarah Hendrickson William Rhoads               | USA   | 94,0 m – 87,5 m 82,5 m – 90,5 m 98,5 m – 94,0 m 78,5 m – 83,0 m | 789,3  |
| 8      | Léa Lemare Ronan Lamy Chappuis Julia Clair Vincent Descombes Sevoie            | FRA   | 82,5 m – 83,0 m 84,0 m – 86,0 m 88,0 m – 86,5 m 91,0 m – 85,0 m | 773,2  |

### Medailleklassement
| Plaats | Land       | Goud | Zilver | Brons | Totaal |
| 1      | Duitsland  | 3    | 1      | 0     | 4      |
| 2      | Noorwegen  | 2    | 1      | 1     | 4      |
| 3      | Oostenrijk | 0    | 2      | 2     | 4      |
| 4      | Japan      | 0    | 1      | 1     | 2      |
| 5      | Polen      | 0    | 0      | 1     | 1      |
| Totaal | Totaal     | 5    | 5      | 5     | 15     |